# Ambros Gisler

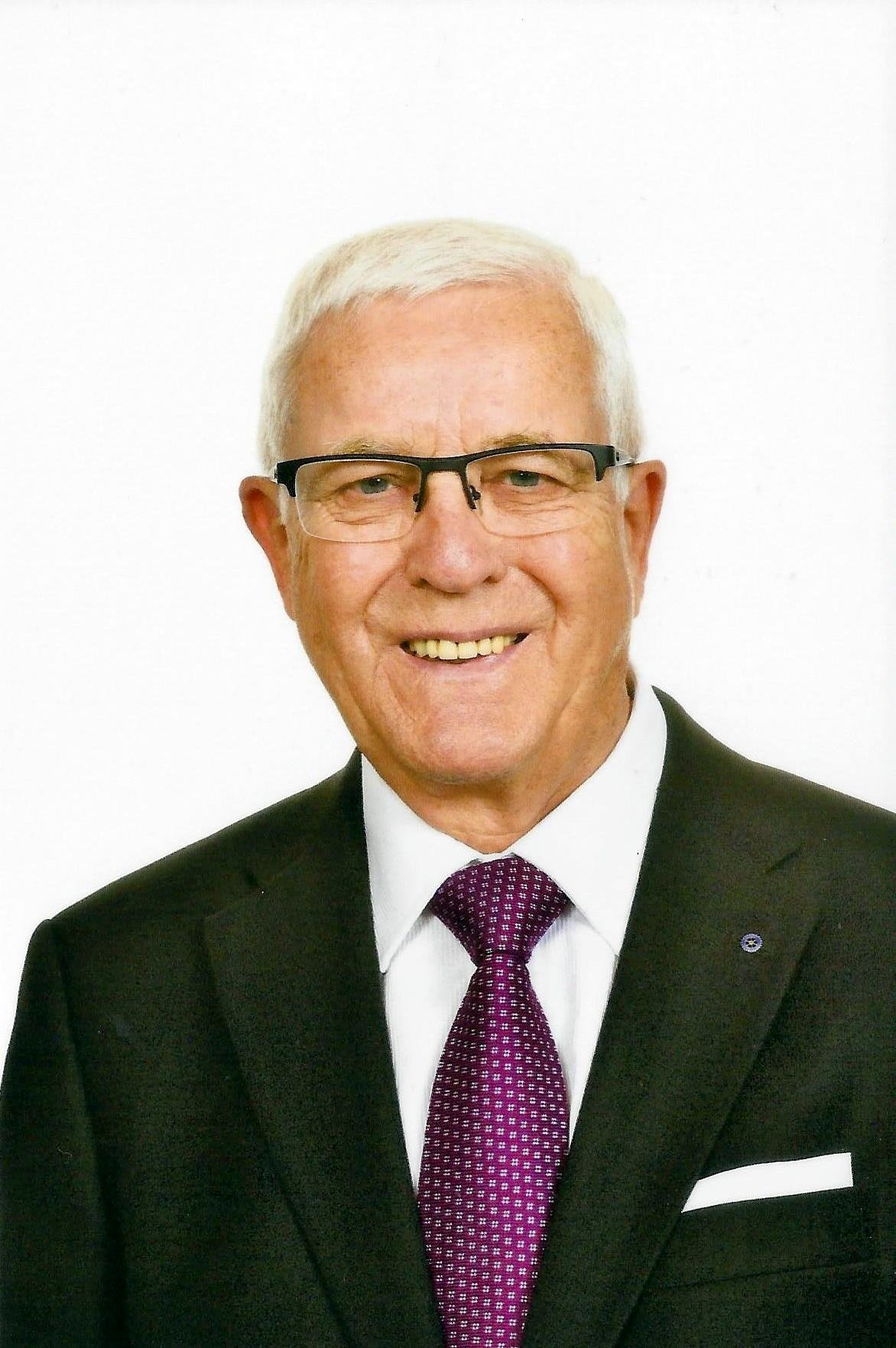
Ambros Gisler (2016)

Ambros Gisler (* 26. März 1941; heimatberechtigt in Schattdorf) ist ein Schweizer Politiker (CVP) im Kanton Uri. 

## Berufliches und Privates
Nach der Ausbildung als Maschinen-Konstrukteur arbeitete Ambros Gisler als Technischer Dienstchef/Adjunkt bei der seinerzeitigen Munitionsfabrik Altdorf (heute RUAG). Anschliessend wurde er zum Direktionssekretär (Generalsekretär) bei der Baudirektion Uri gewählt.
Er ist verheiratet und Vater von drei erwachsenen Kindern.

## Politik
Ambros Gisler gehörte vom 1. Januar 1969 bis 31. Dezember 1982 dem Gemeinderat von Schattdorf an, wovon als Gemeindepräsident vom 1. Januar 1979 bis 31. Dezember 1982. Er war von 1976 bis 1984 Landrat des Kantons Uri. Nach der Wahl in den Regierungsrat des Kantons Uri gehörte er diesem vom 1. Juni 1984 bis 31. Mai 2000 an. Als Landammann des Kantons Uri amtete er vom 1. Juni 1990 bis 31. Mai 1992. In diese Zeit fällt das Jubiläum „700 Jahre Eidgenossenschaft“, mit der Einweihung des „Weges der Schweiz“, dem Tag der Jugend auf dem Rütli und der Bundesfeier auf dem Rütli am 1. August 1991 mit Gesamtbundesrat, Parlamentariern und Regierungsvertretern aller Kantone.
Während der gesamten 16-jährigen Regierungstätigkeit war Ambros Gisler Vorsteher der Volkswirtschaftsdirektion Uri. Als Höhepunkte dieser Tätigkeit sind zu nennen: die Neugestaltung der Urner Wirtschaftspolitik mit gezielter Wirtschaftsförderung, der Aufbau des Amts für Umwelt, das Präsidium der Reussdeltakommission (naturnahe Gestaltung des Reussdeltas am Urnersee mit Einbezug von Ökologie und Ökonomie) sowie die Federführung im Projekt Neue Eisenbahn-Alpentransversale am Gotthard (NEAT). Gisler leistete Öffentlichkeitsarbeit für die Verlagerung des Transitschwerverkehrs von der Strasse auf die Schiene, zusammen mit Bundesrat Adolf Ogi, überdies gestaltete er den Empfang von 15 europäischen Verkehrsministern auf dem Kirchenhügel Wassen, betreffend Verkehrsbelastung im Alpenraum. Von 1992 bis 1994 fungierte er als Präsident der Zentralschweizer Regierungskonferenz.

### Zusatzaufgaben während der Regierungstätigkeit

Ambros Gisler (1986)

Während der Regierungstätigkeit erfüllte Ambros Gisler diverse Zusatzaufgaben für Wirtschaft, Gesellschaft und Sport: so amtete er 1986 als OK-Präsident der „Gwärb 86“ in Uri, von 1989 bis 1991 war er Präsident der Schweizerischen Heimarbeit, Bern;  und 1996 OK-Präsident der „Gwärb 96“ in Uri. Von 1993 bis 1997 war er Präsident des Tourismusverbandes Zentralschweiz und von 1995 bis 2000 Präsident der Verkehrsdirektoren der Zentralschweiz.

### Vertretung des Kantons Uri in Verwaltungsräten während der Regierungszeit
Ambros Gisler gehörte als Regierungsrat diversen Verwaltungsräten an, so von 1984 bis 1988 Kraftwerk Wassen; von 1984 bis 2001 der Schifffahrtsgesellschaft des Vierwaldstättersees; 1988 bis 2000 Elektrizitätswerk Altdorf; 1984 bis 1998 Auto AG Uri; 1985 bis 2001 Treib-Seelisberg-Bahn; 1988 bis 1996 Bankrat Urner Kantonalbank sowie 1989 bis 2000 Furka Oberalp Bahn (heute: Matterhorn Gotthard Bahn).

### Gesellschaftliche Funktionen in der kantonalen Öffentlichkeit
Als hauptsächliche gesellschaftliche Funktionen bekleidete Ambros Gisler das Amt des Kantonalfeldmeisters im Kantonalverband der Urner Pfadfinder (1963–1966), Er war anschliessend Kantonalpräsident der Urner Pfader von (1967–1973). Er war 1986 OK-Präsident beim Jubiläum 100 Jahre Gewerbeverband Uri, er präsidierte das OK des Urner Kant. Musikfests (1993) und er war OK-Präsident am Innerschweizerischen Schwing- und Älplerfest in Schattdorf (1995).

### Nach dem Ausscheiden aus dem Urner Regierungsrat
In die Zeit nach dem Regierungsratsamt fallen das Präsidium (2003–2010) der Stiftung Pflegewohngruppe Höfli, Altdorf; das Verwaltungsratspräsidium (2001–2013) der Treib-Seelisberg-Bahn und der Herrenknecht Schweiz Holding AG (seit 2005).